# Benoît Le Bris
Benoît Le Bris (* 1. Dezember 1976 in Pont-l’Abbé) ist ein ehemaliger französischer Fußballspieler.

## Karriere
Le Bris begann das Fußballspielen bei einem kleinen Klub aus Quimper, ehe er zum größten Verein der Stadt, dem Quimper CFC, wechselte. Von dort aus verpflichtete ihn Stade Rennes, wo er 1995 gemeinsam mit seinem Bruder Régis Le Bris in die erste Mannschaft aufrückte. Zu Beginn der Saison 1995/96 debütierte er in der ersten Liga und kam in seiner ersten Spielzeit auf insgesamt fünf Einsätze. Allerdings konnte der Spieler, der sowohl defensiv als auch offensiv eingesetzt wurde, seine Spielzeiten in den folgenden Jahren nicht wesentlich steigern, sodass er 2000 an den Zweitligisten Le Havre AC ausgeliehen wurde. Zwar spielte er bei Le Havre häufiger, konnte sich aber auch dort nicht durchsetzen. Nach zwei Jahren kehrte er 2002 zu Rennes zurück. Für die Erstligamannschaft lief er jedoch gar nicht mehr auf und verließ den Verein nach einer Saison. 2003 unterschrieb er für ein Jahr beim Drittligisten ES Wasquehal und beendete 2004 mit lediglich 27 Jahren seine Laufbahn.